# Occhio magico

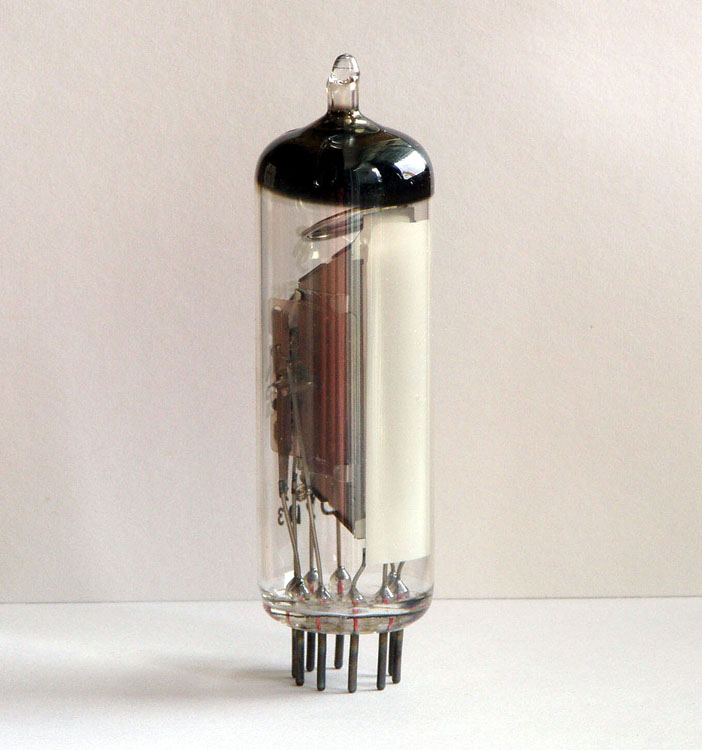
Valvola Siemens EM84 occhio magico

L'occhio magico (in inglese magic eye) è una speciale valvola termoionica che tramite la proiezione di un settore luminoso sulla superficie laterale del tubo, oppure sulla cupola, permette la rappresentazione visiva dell'intensità di un segnale elettrico.

Animazione di un occhio magico in funzione

Tipiche erano per esempio le 6E5, le EM80, le EM84, e altre ancora.
Con l'avvento dei semiconduttori nell'industria elettronica l'utilizzo degli occhi magici è quasi scomparso: sono stati sostituiti principalmente dai display a LED e dai display LCD. Il principale problema che si riscontra nell'uso degli occhi magici valvolari è la necessità di avere una tensione di alimentazione per l'occhio di almeno un centinaio di volt, assente nei dispositivi moderni a semiconduttori. Nei nuovi progetti a valvole il loro uso è ancora abbastanza diffuso, perché la linea di alimentazione è sempre presente (è utilizzata dalle altre valvole).
In molti radioricevitori a valvole gli occhi magici erano impiegati per mostrare l'esattezza nonché l'accuratezza della sintonia. Nei magnetofoni a nastro erano invece usati come indicatori del livello di registrazione.
L'interno della valvola è composto generalmente da un triodo più la parte di visualizzazione vera e propria. Il triodo serve per amplificare la tensione di pilotaggio applicata, mentre la parte di visualizzazione è un piccolo tubo a raggi catodici (CRT) che proietta un fascio di elettroni verso la parte della valvola visibile dall'esterno e ricoperta di fosfori azzurri P24 o talora P1 verdi. Variando la tensione di polarizzazione della griglia posta tra il catodo e lo schermo si modifica l'angolo d'incidenza degli elettroni e quindi appare un settore luminoso più o meno ampio.
Il segnale di polarizzazione che si applica all'ingresso è generalmente preso a valle del rivelatore dove esiste un legame diretto tra l'intensità del segnale ricevuto e la tensione continua generata. Questo segnale viene anche impiegato per modificare il guadagno del primo stadio del ricevitore, evitando così eccessive variazioni di volume nel passaggio tra una stazione vicina ed una lontana (fenomeno noto come evanescenza o fading). Tale segnale è comunemente detto CAV, ovvero Controllo Automatico del Volume.
Una tecnica utilizzata attualmente per ravvivare la luminosità degli occhi magici esauriti consiste nel sovralimentarli con una tensione anodica molto alta, fino a 600 V.

## Altri utilizzi
Con l'espressione occhio magico è possibile riferirsi, per estensione, a simili dispositivi che forniscono una semplice indicazione di tensione: possono quindi essere utilizzati in tutti i contesti in cui è necessaria questa indicazione. Un tipico esempio è l'indicazione dello stato delle batterie, in particolare nel settore automobilistico, dove però il principio di funzionamento è completamente diverso, in quanto realizzato usualmente con un densimetro integrato in una delle celle che compongono l'accumulatore.